# 根岸偶联反应
根岸偶联反应（英語：Negishi coupling）是一个有机反应。该反应中，有机锌试剂与卤代烃在镍或钯的配合物的催化下发生偶联，生成一个新的C－C键：
其中，
- 卤素 X 可以是氯、溴或碘，也可以是其它的基团，如三氟甲磺酰基或乙酰氧基，而基团 R 则可以是烯基、芳基、烯丙基、炔基或炔丙基（英语：propargyl）；
- 卤素 X' 同样可以是氯、溴或碘，R' 则可以是烯基、芳基、烯丙基或者烷基；
- 催化剂中的金属 M 可以是镍或者钯；
- 配体 L 可以是三苯基膦，dppe，BINAP或者双(二苯基膦)丁烷。

用含钯催化剂时，通常产率较高，对官能团的耐受性也比较好。
该反应以日本化学家根岸英一（日语：／ Negishi Ei-ichi）命名，根岸凭借此贡献得到了2010年诺贝尔化学奖。

## 反应机理
在这个反应中具有催化活性的是零价的金属（M0）。反应整体上经过了卤代烃对金属的氧化加成、金属转移与还原消除这三步：
卤化烃基锌与二烃基锌都可以作为反应物。对模型化合物的研究发现，在金属转移一步中，前者会生成顺式的络合物从而能很快地发生还原消除的后续步骤，生成产物。而后者则会生成反式的络合物，必须经过缓慢的顺反异构体异构化过程。

## 最新进展
Negishi偶联反应在最近的多个合成中有应用，包括从2-溴吡啶合成2,2'-联吡啶（所用的催化剂为四(三苯基膦)合钯(0)），从邻甲苯基氯化锌和邻位取代的碘苯（仍以四(三苯基膦)合钯(0)作催化剂）合成联苯衍生物，以及从1-癸炔与(Z)-1-碘-1-己烯合成5,7-十六碳二烯。
Negishi偶联还用于六(二茂铁)苯的合成，如下式所示：
这个反应用六碘苯与双(二茂铁)锌为原料，以三(二亚苄基丙酮)二钯(0)作催化剂，在四氢呋喃中反应。产率仅为4%，这与芳环周围的位阻有关。
Negishi反应的一种最新的变化形式是先用2-氯-2-苯基苯乙酮1来氧化钯，生成含有OPdCl基团的钯配合物。该化合物随后发生双金属转移反应，接受分别来自有机锌试剂2和有机锡试剂3的两个烃基，如下式所示：